# Glass–Steagall-törvény
A Glass–Steagall-törvény az 1933-as amerikai banktörvény azon négy mellékét jelenti, mely szétválasztja a kereskedelmi és a befektetési banktevékenységeket.
(A közös név a törvény kongresszusi támogatóitól származik: Carter Glass szenátor, illetve Henry B. Steagall képviselő. Egy másik törvénynek 1932-ből, amelyet szintén Glass–Steagall-törvénynek neveznek, ugyanők voltak a támogatói.)
A kereskedelmi és befektetési pénzügyek szétválasztása megakadályozta az értékpapírforgalmazókat és a befektetési bankokat abban, hogy betétfiókokat vezethessenek, valamint a kereskedelmi Federal Reserve bankokat az alábbiakban:
- nem-kormányzati értékpapírok kereskedelme
- a saját célú befektetés nem befektetési fokozatú értékpapírokba
- nem-kormányzati értékpapírok jegyzése,
- részszerzés a fenti tevékenységekben érdekelt vállalatokban.

A korai 1960-as évektől a szövetségi bankfelügyelők értelmezése szerint a törvény engedi a kereskedelmi bankoknak, de különösen azon leányvállalataiknak, hogy részt vegyenek a bővülő értékpapírpiaci tevékenységekben. Kongresszusi erőfeszítések "a Glass–Steagall-törvény hatályon kívül helyezésére" - utalva a négy tiltó rendelkezésre (aztán általában csak a kapcsolatokat korlátozó két mellékre), az 1999-es Gramm–Leach–Bliley-törvényben teljesedtek  ki. Ez helyezte hatályon kívül azt a két korlátozó rendelkezést, mely tiltotta a bankok és értékpapír-kereskedőcégek kölcsönös részesedését.
Addigra sok megfigyelő azzal érvelt, hogy a Glass–Steagall már "halott". Legnevezetesebb a Citibank 1998-as betársulása a Salomon Smith Barney-ba, az egyik legnagyobb amerikai értékpapírcégbe, melyet a Federal Reserve Board akkori értelmezése szerint hagytak jóvá. 1999 novemberében, Bill Clinton elnök nyilvánosan kijelentette, hogy "a Glass–Steagall-törvény már nem helyénvaló".
Egyes elemzők úgy vélik, hogy a korlátozások feloldása fontos szerepet játszott a 2007-2008-as pénzügyi válság kialakulásában. Joseph Stiglitz Nobel-díjas közgazdász, például azzal érvelt, hogy "a Glass-Steagall hatályon kívül helyezése hozta össze a befektetési és a kereskedelmi bankokat, melyben  a befektetési bankok kultúrája jött ki győztesként" A Federal Reserve szakértői, mint például a jegybank elnöke, Ben Bernanke, azzal érveltek, hogy a pénzügyi válságban szerepet játszó tevékenységeket a Glass–Steagall-törvény nem tiltotta vagy szabályozta.

## A pénzügyi válság utáni viták
A 2007-2008-as pénzügyi válságot követően a törvényhozók, sikertelenül próbálták visszaállítani a Glass–Steagall 20-as és 32-es szakaszait a Dodd–Frank Reform és a fogyasztóvédelmi törvény részeként. Mind az Egyesült Államokban és más országokban is, banki reformokat javasoltak a Glass–Steagall elvei szerint. Ezek a javaslatok "elhatárolják" a kereskedelmi banki műveleteket, melyek jelentősen csökkentenék a megengedett tevékenységeket.

## Fordítás
Ez a szócikk részben vagy egészben  a   Glass–Steagall legislation című angol Wikipédia-szócikk ezen változatának fordításán alapul.  Az eredeti cikk szerkesztőit annak laptörténete sorolja fel. Ez a jelzés csupán a megfogalmazás eredetét és a szerzői jogokat jelzi, nem szolgál a cikkben szereplő információk forrásmegjelöléseként.